# Internet Stream Protocol
L'Internet Stream Protocol (abrégé ST et par la suite ST-II) est une famille de protocoles expérimentaux présentés dans la note IEN-119 en 1979, et par la suite révisés dans la RFC 1190 (ST-II) puis la RFC 1819 (ST2+).
Jamais introduite pour une utilisation publique, cette famille de protocoles permit d'aboutir aux protocoles Asynchronous Transfer Mode et Multiprotocol Label Switching (MPLS) et est annonciatrice du protocole VOIP.
ST se présente d'abord sous la forme d'un protocole de transport du Network Voice Protocol, protocole permettant le transport de la voix sur des réseaux de communication par paquet, implémenté en décembre 1973 par l'ingénieur israélien Danny Cohen au sein de l'Information Sciences Institute (ISI). À cette époque, Internet était encore le projet de communication ARPA.
Dans la première spécification en 1979, le protocole ST a été conçu comme un complément orienté connexion à IPv4, opérant sur la même couche qu'IP mais utilisant un format d'entête différent des datagrammes IP. Selon l'IEN-119 ses bases conceptuelles viennent de Danny Cohen, d'Estil Hoversten, et de James W. Forgie. Le protocole a notamment introduit les principes de "packetized voice" (aujourd'hui Voix sur IP), de "talkspurt" (un flot ininterrompu de paroles entre deux silences), de délai, et de taux de pertes acceptable pour assurer le service. Elle a été implémentée dans  Voice Funnel.
Une seconde version connue sous le nom de ST-II ou ST2 a été décrite en 1987 par Claudio Topolcic et normalisée en 1990 dans la RFC 1190. Une mise à jour nommée ST2+ a été normalisée par l'IETF et publiée dans la  RFC 1819. 
Les paquets ST2 sont identifiés par le numéro de version de l'Internet Protocol 5, bien qu'il n'ait jamais été connu comme IPv5. Dans le champ "IP version Number" des paquets ST2 les 4 premiers bits sont fixés à la valeur 5 et à la valeur 4 pour les paquets IP (voir la RFC 1700). En dehors du numéro de version, la composition des paquets ST2 et IP est différente, même si ST2 et IP utilisent la même structure d'adresse IP et le même numéro de protocole (ethertype 0x800). Il existe également un mode datagramme où les paquets ST2 sont encapsulés au sein d’entêtes IP en utilisant le numéro de protocole 5.